# Bitcoin SV

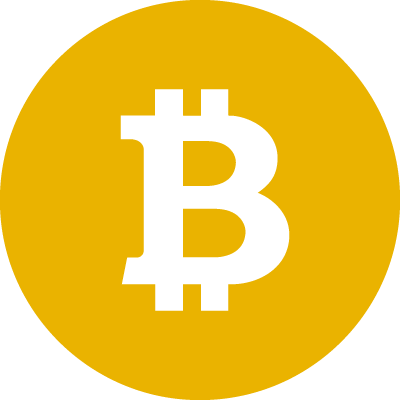
Logotipo de Bitcoin SV

Bitcoin SV (BSV), es una criptomoneda sustentada en una red peer-to-peer, proyecto de software bajo licencia OpenBSV y spin-off de Bitcoin Cash creada durante la bifurcación de red del 15 de noviembre de 2018 por Craig Wright
Su existencia es consecuencia del enfrentamiento entre dos propuestas contenciosas para actualizar Bitcoin Cash y una guerra de “hash”.
Entre sus principales características están un techo al tamaño máximo de bloques de 4GB o más, la reactivación de algunos códigos operacionales (OP_MUL, OP_INVERT, OP_LSHIFT y OP_RSHIFT), y la no integración de características como Segwit y «Replace By Fee» (RBF), implementados en Bitcoin (BTC) por Bitcoin Core, ni de Canonical Transaction Ordering (CTOR), ni los códigos operativos OP_CHECKDATASIG y OP_CHECKDATASIGVERIFY implementados bajo el liderazgo de Bitcoin ABC en Bitcoin Cash.

## Historia

### Antecedentes
Su irrupción como moneda alternativa se debe a un desacuerdo en torno a las propuestas de actualización para Bitcoin Cash, la primera liderada por Bitcoin ABC, con el apoyo de Bitcoin.com, y la segunda liderada por «Bitcoin SV node», fundada, apoyada y financiada por las empresas nChain y CoinGeek desde sus inicios. Hasta el 23 de noviembre de 2018, los simpatizantes de Bitcoin SV reclamaban el nombre «Bitcoin Cash» para su cadena de bloques.

### Lanzamiento
El 15 de noviembre de 2018 la red Bitcoin Cash se actualiza mediante un hard fork contencioso a la altura del bloque número 556.766. De forma paralela a la actualización liderada por Bitcoin ABC, se ejecuta una actualización del protocolo impulsada por el equipo de desarrollo de «Bitcoin SV» (ahora Bitcoin SV node) cuyo producto fue una división de la cadena de bloques que generó una segunda versión de la cadena identificada inicialmente como «BCHSV».
Inicialmente los simpatizantes de Bitcoin SV proclamaron una guerra de hash reclamando el nombre de Bitcoin Cash pero finalmente adoptaron el nombre de Bitcoin SV.

We also no longer want the name Bitcoin Cash BCH as to us, Bitcoin SV is the original Bitcoin not the original Bitcoin Cash (whatever that even means).
Ahora tampoco queremos el nombre Bitcoin Cash BCH para nosotros, Bitcoin SV es el Bitcoin original no el Bitcoin Cash original (sea lo que sea que signifique eso)
Calvin Arye

### Delistado de exchanges
El 15 de abril de 2019, el exchange Binance anuncia que eliminará Bitcoin SV el día 22 de ese mismo mes. Como consecuencia de este altercado inicia un debate y una campaña en redes sociales con el hashtag #DelistBSV.
Ese mismo día la empresa Blockchain.com (antiguo Blockchain.info) anunció que habían programado la eliminación de la moneda para el 15 de mayo y recomendaba a sus usuarios cambiar sus BSV por otras criptomoneda o retirarlas.
El exchange Kraken.com, por su parte, decidió abrir una encuesta en su cuenta oficial de Twitter preguntando si debía sacar a BSV de su listado, encuesta que culminó con un 71% de votos a favor de la opción «Sí, es tóxica»  y el anuncio oficial de la empresa de que los depósitos serían desactivados el 22 de abril, sus pares de comercio eliminados el día 29 y los retiros continuarían activos sólo hasta el 31 de mayo.
El fundador y CEO de Shapeshift.io Erik Voorhees se unió a este movimiento anunciando a través de su cuenta personal que su empresa delistaría BSV en las próximas 48 horas.
El 16 de abril de 2019 los exchanges OKEx.com y TradeSatoshi.com anunciaron que se mantenían neutrales y que BSV no cumplía con sus criterios de delistado.
Las plataforma Bitforex.com y ChangeNow.io anuncian oficialmente la eliminación de Bitcoin SV respectivamente el 17 y el 19 de abril de 2019.

### Cambio de licencia
El 20 de mayo de 2019 Bitcoin SV node publicó su versión 2.0, en la que cambió la licencia del software de MIT a OpenBSV. Tal y como lo describe la nueva licencia, «el software y sus derivados» solo pueden ser usados en la blockchain de Bitcoin SV identificada por el hash000000000000000001d956714215d96ffc00e0afda4cd0a96c96f8d802b1662ben el bloque 556767. Algunos críticos señalan que debido a las restricciones introducidas, Bitcoin SV dejó de ser software de código abierto.

## Direcciones
Bitcoin SV soporta el formato de direcciones tradicional de Bitcoin (BTC) y el implementado por Bitcoin Cash (BCH) (también conocido como CashAddr) aunque por preferencias de la comunidad se ha mermado en el uso de este último.

## Apoyos notables
Entre sus apoyos notables iniciales el dueño de CoinGeek, Calvin Ayre, el fundador de la red social Yours.org y el complemento Moneybutton, Ryan X Charles y el CSO de nChain y autoproclamado Satoshi Nakamoto, Craig Steven Wright.
Adicionalmente, otras figuras y proyectos pertenecientes al ecosistema de Bitcoin Cash, como la cartera de código cerrado HandCash y la red social en cadena Mttr.app anunciaron su migración al ecosistema Bitcoin SV.